# Behr Bircher Cellpack BBC
Behr Bircher Cellpack BBC AG je skupina firem s aktivitami v různých oblastech průmyslu. Skupina BBC byla založena v roce 1991 Giorgio Behrem a do dnešní doby vedena jeho osobou a jeho rodinou. Skupina má výrobní závody v Evropě, Asii a Severní Americe. Dohromady v roce 2019 zaměstnávala přes 1200 zaměstnanců. Skupina má sídlo ve švýcarském Beringenu.

## Rozdělení skupiny
- BBC Cellpack Electrical – výroba kabelových svazků pro rozvody nízkého a středního napětí
- BBC Cellpack Plastics – výroba a montáž přesných dílů, sestav a výrobků dle výkresu a specifikace
- BBC Cellpack Packaging – nabízí řešení pro obalovou technikou a specializuje se na výrobu plastových fólií, obalů potravin a plastových sáčků
- BBC Cellpack Medical – nabízí služby pro zdravotnickou techniku
- BBC Bircher Smart Access – výroba a vývoj senzorové techniky a komplexních systémů pro vstupní a bezpečnostní systémy

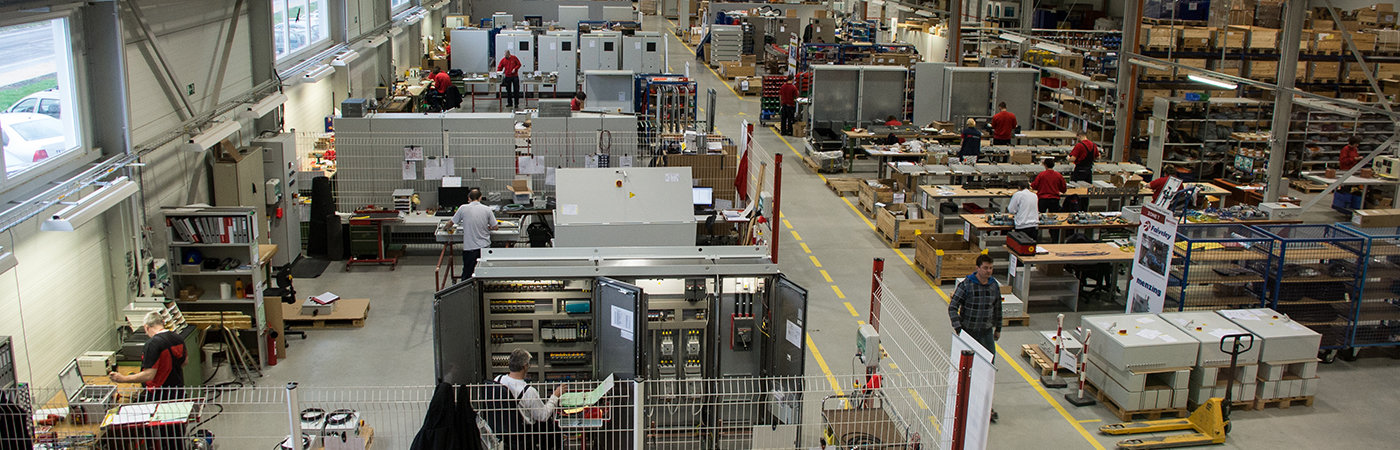
Výrobní závod BBC Bircher Automation v Hranicích

- BBC Bircher Automation – vývoj, projekce a výroba řídících systémů a průmyslové regulace

## Skupina BBC v České republice
V rámci České republiky působí skupina ve dvou lokacích a to od roku 2001 v Hranicích (BBC Bircher Automation a BBC Bircher Smart Access) a od roku 2006 ve Valašském Meziříčí (BBC Cellpack Plastics)